# Britta Rådström
Gudrun Britta Elisabeth Rådström, född 18 juni 1954 i Stensele, död 28 juli 2015 i Skellefteå, var en svensk politiker (socialdemokrat). Hon var ordinarie riksdagsledamot 2004–2010 (dessförinnan tjänstgörande ersättare 2002–2003 och 2003–2004), invald för Västerbottens läns valkrets.
Rådström var sömmerska och lärare, samt fackligt aktiv. Hon var bosatt i Skelleftehamn.[källa behövs]
I riksdagen var Rådström ledamot i skatteutskottet 2004–2010. Hon var även suppleant i försvarsutskottet, skatteutskottet, utbildningsutskottet, utrikesutskottet och sammansatta utrikes- och försvarsutskottet.